# Hydrometra aemula
Hydrometra aemula är en insektsart som beskrevs av Drake 1956. Hydrometra aemula ingår i släktet Hydrometra och familjen vattenmätare. Inga underarter finns listade i Catalogue of Life.